# ラーマナータプラム県
ラーマナータプラム県（இராமநாதபுரம் மாவட்டம் ; Ramanathapuram district）は、インド南部のタミル・ナードゥ州に属する30の県の一つ。県庁所在地はラーマナータプラム。

## 概要
2001年の国勢調査では、面積4175平方キロメートル、人口118万7604人、人口密度は284人/km2。
北はプドゥッコーッタイ県、北西はシヴァガンガイ県、西はヴィルドゥナガル県、南西はトゥーットゥックディ県に接し、東側と南側はポーク海峡である。東側に突き出した岬とその先に連なる島々アダムスブリッジ（アーダム・パーラム）（ஆதம் பாலம் ; Adam's Bridge）の奥はスリランカである。

## 歴史
1968年のタミル・ナードゥ州発足以前の、イギリス領インド帝国マドラス管区時代から存在する。マドラス管区時代は、ラムナッド県（Ramnad district）という英語名が正式名称であった。
1985年、西部と北部がそれぞれカーマラージャル県（1996年にヴィルドゥナガル県に改称）とパスンポン・ムドゥラーマリンガ・デーヴァル県（1996年にシヴァガンガイ県に改称）が分離した。

## 行政区分

### 郡
ラーマナータプラム県は、以下の7つの郡（タミル語 வட்டம் 「円」 ; 英訳 taluk）に区分けされている。
- ラーメシュワラム郡（இராமேஸ்வரம் ; Rameswaram）
- ラーマナータプラム郡（இராமநாதபுரம் ; Ramanathapuram）
- ティルヴァーダーナイ郡（திருவாடானை ; Tiruvadanai）
- パラマックディ郡（பரமக்குடி ; Paramakudi）
- ムドゥクラットゥール郡（முதுகுளத்தூர் ; Mudukulathur）
- カムディ郡（கமுதி ; Kamuthi）
- カダラーディ郡（கடலாடி ; Kadaladi）

### 区
ラーマナータプラム県は、以下の12の区（英訳 block）に区分けされている。
- マンダパム区（மண்டபம் ; Mandapam）
- ラーメシュワラム区（இராமேஸ்வரம் ; Rameswaram）
- ラーマナータプラム区（இராமநாதபுரம் ; Ramanathapuram）
- ティルップッラニ区（திருப்புல்லணி ; Thirupullani）
- ティルヴァーダーナイ区（திருவாடானை ; Tiruvadanai）
- ラージャシンハマンガラム区（இராஜசிங்கமங்கலம் ; RS-Mangalam）
- ナーイナールコーイル区（நாயினார்கோயில் ; Nainarkoil）
- ポーハルール区（போகலூர் ; Bogalur）
- ムドゥクラットゥール区（முதுகுளத்தூர் ; Mudukulathur）
- パラマックディ区（பரமக்குடி ; Paramakudi）
- カムディ区（கமுதி ; Kamuthi）
- カダラーディ区（கடலாடி ; Kadaladi）